# 1989 EQ
1989 EQ är en asteroid i huvudbältet som upptäcktes den 4 mars 1989 av den australiensiske astronomen Robert H. McNaught vid Siding Spring-observatoriet.
Asteroiden har en diameter på ungefär 22 kilometer.